# 印度斯坦时报

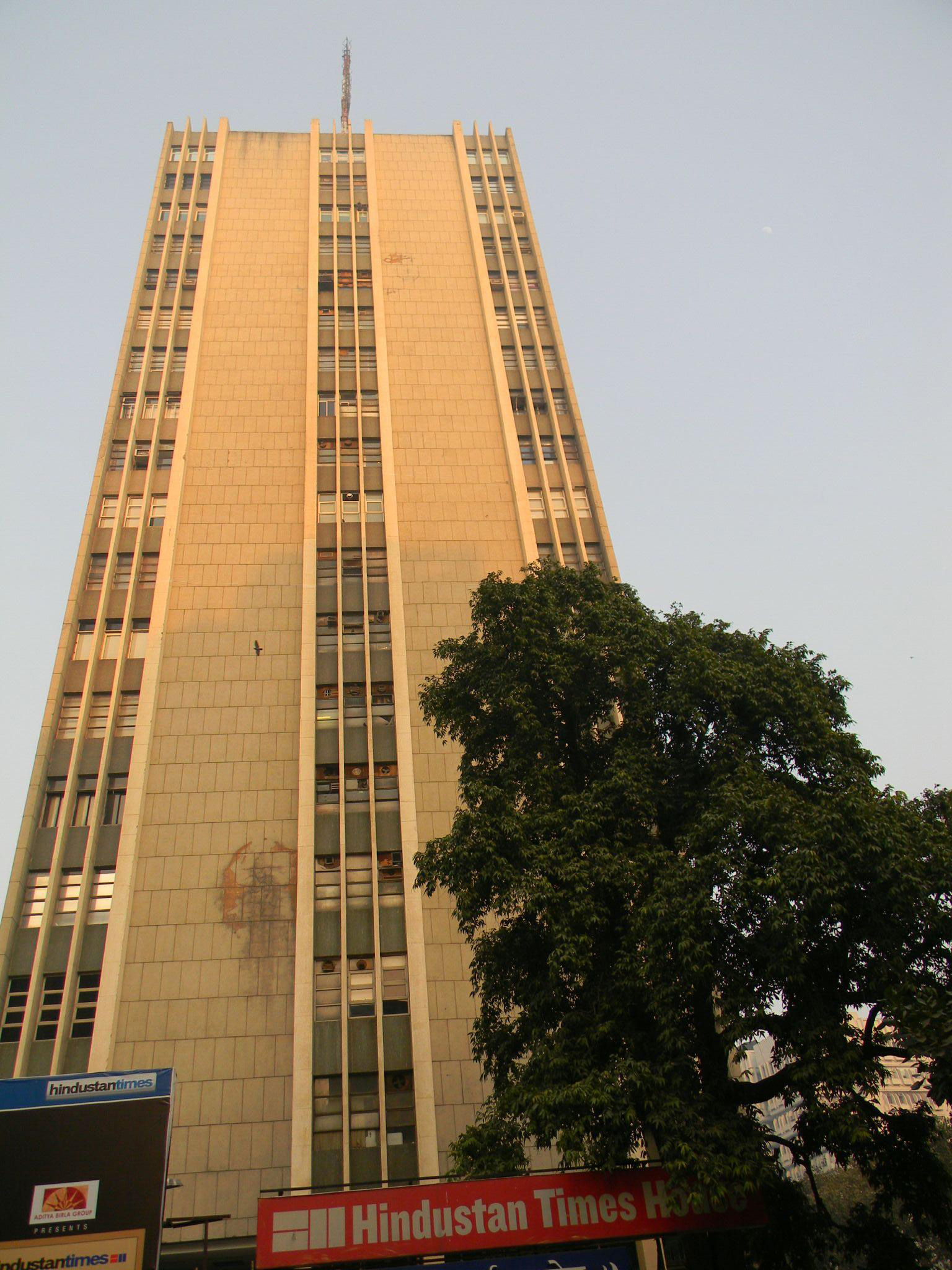
Hindustan Times House, New Delhi

《印度斯坦时报》（英語：Hindustan Times，缩写为）是印度的一份英文日報，创办于1924年，与當時的印度独立运动有渊源（印度斯坦是历史上对北印度的称谓）。
《印度斯坦时报》是印度斯坦时报传媒有限公司的主打产品。根據一份2014年關於印度英文報紙閱讀量的讀者調查，《印度斯坦时报》排名第二。据印度发行稽查局的数据，2008年该报发行量超过了114万，在印度英文报纸中排第三。印度读者调查2010年显示它的读者有346.7万，是读者数仅次于《印度时报》的印度英文报纸。它在新德里、孟买、加尔各答、勒克瑙、巴特那、兰契、博帕尔和昌迪加尔有同时发行的版本，是北印度常见的報紙。2006年6月前在斋浦尔印刷。2004年曾經发行過面向青年的《HT Next》。

## 所有權
印度斯坦時報和Desimartini，Fever 104 FM 電台，商業報紙Mint都同屬HT Media旗下。KK Birla 集團擁有HT Media的69%股權。

## 争议

### 发布不实的报导
2020年3月14日，《印度斯坦时报》发布错误报道称，一名谷歌员工和妻子从意大利蜜月旅行后乘搭飞机在印度班加罗尔机场转机时，在COVID-19的测试中呈阳性，该名妇女拒绝接受治疗，然后逃往阿格拉，并引述阿格拉一位匿名的卫生官员的话。引起当事者家庭成员的反驳和投诉《印度斯坦时报》的报道不实，并出示机票证明该名夫妻的欧洲旅程从未去过意大利，而这对夫妇也从未一起住在班加罗尔，而是分别在班加罗尔和阿格拉进行了COVID-19的测试和进行隔离。《印度斯坦时报》第二天更改其线上版本的报导标题和时间，澄清该报存有误导性的说法，但拒绝道歉。当事者的家庭成员对此前往阿格拉当局投诉，但不被受理。

### 離岸實體爭議
印度快報於2017年發表一份報告，指印度斯坦時報有限公司與一家名為 Go4i.com 的離岸實體有聯繫，而Bhartia和她的兒子Priyavat 為該公司的董事。《印度斯坦時報》回應稱，這份報告存在“嚴重的失實陳述、不准確、虛假信息”，並稱“HT 集團實際上沒有持有Go4i.com的任何股份”。